# Voleibol do Clube de Regatas do Flamengo
O Voleibol do Clube de Regatas do Flamengo é o departamento de voleibol do Clube de Regatas do Flamengo, sediado no Rio de Janeiro.
Na década de 1950, o Flamengo foi o primeiro time brasileiro de vôlei feminino a viajar para o exterior, tendo participado de campeonatos no Peru nos anos de 1953 e de 1956, vencendo todas as partidas que disputou por lá. Em 1953, foram 19 vitórias em 19 jogos, e em 1956, 12 em 12.

## História

### Voleibol Feminino
O Clube de Regatas do Flamengo tem tradição no voleibol feminino, sendo um dos fundadores da Liga Metropolitana, em 1938, ano em que conquistou seu primeiro título com a equipe feminina, a qual nas décadas de 40, 50 e 60 conquistou vários títulos, sendo apelidada de "Rolinho Compressor da Gávea" e também de "Campeã dos campeãs".
A primeira equipe de vôlei feminino do Flamengo foi pentacampeã da Taça Brasil (considerada o Campeonato Brasileiro da época) nos anos de 1948, 1949, 1950, 1951 e 1952. Por conta disso, o Flamengo foi o primeiro time brasileiro de vôlei feminino a viajar para o exterior, tendo participado de campeonatos no Peru nos anos de 1953 e de 1956, vencendo todas as partidas que disputou por lá. À época, o elenco era formado pelas seguintes jogadoras.
Em 1978 e 1980, o clube venceu o Campeonato Brasileiro Feminino, sob a direção de Enio Figueiredo, com atletas como Carmem Castelo Branco, Marina Menezes, Leila Peixoto, Norma Rosa Vaz, Maria Pequenina Azevedo, Marlene Guedes Schenkel, Carmen Marques Pereira, Rosa Maria O’Shea (Rosinha), Lígia Cossenza, Rosy Torres, Vilma Fernandes, Isabel, Jacqueline, Ida Álvares, Ana Lúcia Vieira e Regina Villela; e em 1981 o Campeonato Sul-Americano de Clubes, em Sucre-Bolívia. 
Outros nomes também vestiram a camisa rubro-negro como a atacante da seleção principal Fernanda Emerick, a central Mônica Caetano e atletas que mais tarde se destacariam no vôlei de praia como: Maria Clara Salgado Rufino e sua irmã Carolina Solberg. O sucesso do voleibol rubro negro fez com que o ex-judoca Dartagnan Jatobá se tornasse um  dos fundadores da “Raça Rubro Negra", que empurra o time desde 1982.
Anos mais tarde, na temporada 2000/2001, a equipe feminina, liderada pelas medalhistas olímpicas Virna e Leila conquistou a Super Liga feminina daquela temporada, derrotando o tradicional arqui-rival Vasco da Gama na decisão.
| CR Flamengo (Campeão Superliga) - Temporada 2000/2001                                          | CR Flamengo (Campeão Superliga) - Temporada 2000/2001 |
| ---------------------------------------------------------------------------------------------- | --- |
| Leila # 8 Valeskinha # 12 Tara Cross-Battle # 14 Virna # 10 Arlene # 5 Gisele # 7 Josiane # 13 | \| DIRETORIA \| DIRETORIA \| \| ------------------ \| ------------------------ \| \| Presidente \| Edmundo dos Santos Silva \| \| Vice-presidente \| \| \| Diretor \| \| \| Gerente \| Bruno Carvalho \| \| Supervisor \| Celso Pereira \| \| COMISSÃO TÉCNICA \| \| \| Técnico \| Luizomar de Moura \| \| Assistente técnico \| \| \| Auxiliar técnico \| \| \| Preparador físico \| \| \| Fisioterapeuta \| \| \| Médico \| \| \| Massagista \| \| |
| DIRETORIA                                                                                      | |
| Presidente                                                                                     | Edmundo dos Santos Silva |
| Vice-presidente                                                                                | |
| Diretor                                                                                        | |
| Gerente                                                                                        | Bruno Carvalho |
| Supervisor                                                                                     | Celso Pereira |
| COMISSÃO TÉCNICA                                                                               | |
| Técnico                                                                                        | Luizomar de Moura |
| Assistente técnico                                                                             | |
| Auxiliar técnico                                                                               | |
| Preparador físico                                                                              | |
| Fisioterapeuta                                                                                 | |
| Médico                                                                                         | |
| Massagista                                                                                     | |

| DIRETORIA          | DIRETORIA                |
| ------------------ | ------------------------ |
| Presidente         | Edmundo dos Santos Silva |
| Vice-presidente    |                          |
| Diretor            |                          |
| Gerente            | Bruno Carvalho           |
| Supervisor         | Celso Pereira            |
| COMISSÃO TÉCNICA   |                          |
| Técnico            | Luizomar de Moura        |
| Assistente técnico |                          |
| Auxiliar técnico   |                          |
| Preparador físico  |                          |
| Fisioterapeuta     |                          |
| Médico             |                          |
| Massagista         |                          |

|                     |  |          |  |
|                     |  |          |  |
| Jogadoras Suplentes |  |          |  |
| Levantadora         |  | Eth      |  |
| Central             |  | Priscila |  |
| Central             |  | Tati     |  |
| Ponteira            |  | Soninha  |  |

O Flamengo disputou a Superliga A até a temporada 2005/2006.
Em 2018, após ficar anos longe das quadras, o Flamengo reativou seu time adulto de vôlei feminino, estreando no Campeonato Carioca e na Superliga C. Após campanha campeã na Superliga C, se classificou para a Superliga B de 2019, e sagrou-se vice-campeão ao ser derrotado na final pelo CC Valinhos, alcançando a promoção a Superliga Brasileira de Voleibol Feminino de 2019–20 - Série A. Desde a temporada 2020/21, o Flamengo é representado juntamente com o SESC-RJ, após parceria entre os dois. Na temporada 2023/2024, o SESC-RJ/Flamengo ficou em terceiro lugar da Superliga Brasileira de Voleibol Feminino - Série A.

### Voleibol Masculino
Com relação ao masculino, a tradição é apenas regional, apesar de ter disputado Campeonato Brasileiro em algumas oportunidades, mas sempre como figurante. O primeiro dos 19 títulos do campeonato carioca veio em 1949.
Na década de 1950, quando ganhou os Cariocas em 1951, 1953 e 1955, a equipe reuniu atletas de primeira linha, como Antonio Pelosi, Carmen Marques Pereira (Godinha), John O’Shea, João Câncio Neto, Luiz Helena Miceli, Willinton Dias, entre outros, sob a supervisão de Zoulo Rabelo. Esses atletas também conquistaram o Torneio dos Campeões Brasileiros, em Belo Horizonte, em 1952.
Na década de 1980, treinados por Radamés Lattari Filho, uma equipe masculina formada, entre outros, por Bernard e Bernardinho, foi tetra estadual de 1987 a 1990. Na década de 1990, liderado pelo campeão olímpico Tande, o Flamengo conquistou o penta estadual entre 1992 e 1996.

## Elenco Atual
Equipe Feminina

### Comissão técnica
* Técnico: Alexandre Dantas.
* Assistente Técnico: Abel Martins.
* Auxiliar Técnico: Alexandre Rozenberg
* Preparador Físico: Giovani Ciprandi
* Fisioterapeutas: 
* Médico: 
* Estatística:

## Títulos

### Equipe Masculina
| Nacionais | Nacionais             | Nacionais | Nacionais                                                                                                   |
|           | Competição            | Títulos   | Temporada                                                                                                   |
| --------- | --------------------- | --------- | --- |
|           | Campeonato Brasileiro | 1         | 1952 |
| Regionais |                       |           | |
|           | Competição            | Títulos   | Temporada                                                                                                   |
|           | Copa Sudeste          | 1         | 1993 |
| Estaduais |                       |           | |
|           | Competição            | Títulos   | Temporada                                                                                                   |
|           | Campeonato Carioca    | 19        | 1951, 1953, 1955, 1959, 1960, 1961, 1977, 1987, 1988, 1989, 1991, 1992, 1993, 1994, 1995, 1996, 2005 e 2014 |
|           | Copa Rio              | 3         | 2005, 2006 e 2007                                                                                           |

### Equipe Feminina
| Continentais    | Continentais                       | Continentais | Continentais                                          |
|                 | Competição                         | Títulos      | Temporada                                             |
| --------------- | ---------------------------------- | ------------ | ----------------------------------------------------- |
|                 | Campeonato Sul-Americano de Clubes | 1            | 1981                                                  |
| Nacionais       |                                    |              |                                                       |
|                 | Competição                         | Títulos      | Temporada                                             |
|                 | Superliga Brasileira               | 3            | 1978, 1980 e 2000-01                                  |
|                 | Superliga Brasileira - Série C     | 1            | 2018                                                  |
| Inter-Estaduais |                                    |              |                                                       |
|                 | Competição                         | Títulos      | Temporada                                             |
|                 | Taça Brasil de Voleibol Feminino   | 5            | 1948, 1949, 1950, 1951 e 1952                         |
| Estaduais       |                                    |              |                                                       |
|                 | Competição                         | Títulos      | Temporada                                             |
|                 | Campeonato Carioca                 | 9            | 1938, 1951, 1952, 1954, 1955, 1978, 1979, 1981 e 1984 |

## Atletas Homenageados na Calçada da Fama do Clube
- Fonte: 
  - 1ª Turma: Jornal do Brasil[16]
  - 2ª Turma: Flamengo.com.br[17]

1ª Turma (2000)
| Placa de Mármore                               | Atletas Mencionados |
| ---------------------------------------------- | --- |
| Velha Guarda                                   | João Câncio Neto, John O'Shea, Antônio Elosi, Hélio Cerqueira, Lúcio Figueiredo, Paulo Pinto, Willington Dias, Luiz Ferreira (Passarinho) |
| Time Campeão dos Campeões (Rolinho Compressor) | Rosa Maria O'Shea, Pequenina Azevedo, Norma Telles Pires, Carmen Castelo Branco, Carmen Marques (Godinha), Marlene Guedes, Marina Meneses, Leila Peixoto, Lígia Cossenza, Marlene Shenkel, Wilma de Andrade, Vilma Fernandes, Aida Passos, Norma Vaz |

2ª Turma (2012)
 Alexandre Abeid

 Ana Lucia Vieira

 Andréia Nadrus

 Bernard Rajzman

 Bernardo Resende (Bernardinho)

 Carla Faria Souza

 Denise Matiolli

 Fabiana Alvim (Fabi)

 Georgia Scher

 Heloísa Roese

 Inês Salgado

 Isabel Salgado

 Jacqueline Silva

 Kátia Andréia Lopes

 Leandro Vissotto

 Leila Barros

 Letícia Pessoa 

 Loiola

 Marcus Vinicius Freire

 Nalbert

 Regina Villela

 Tande

 Valeskinha

 Virgínia Canetti

 Virna Dias

 Viviane Ripper